# Cheiridium hartmanni
Cheiridium hartmanni (лат.) — вымерший вид псевдоскорпионов из рода Cheiridium семейства Cheiridiidae подотряда Iocheirata. Типовой образец является инклюзом в балтийском янтаре найденном в Польше и хранящемся в коллекции Danziger Naturkundemuseum Menge. Также известно два образца из Калининградской области (Российская Федерация). Возраст окаменелостей 38,0—33,9 миллионов лет (поздний эоцен). Cheiridium hartmanni очень похож на ныне живущих представителей рода, а они являются одиночными хищниками и обитают в лесной подстилке, в гнёздах животных и под корой деревьев.